# Robustagramma acutistylum
Robustagramma acutistylum är en tvåvingeart som beskrevs av Marshall och Xiaolong Cui 2005. Robustagramma acutistylum ingår i släktet Robustagramma och familjen hoppflugor. Inga underarter finns listade i Catalogue of Life.